# 里西佩雷

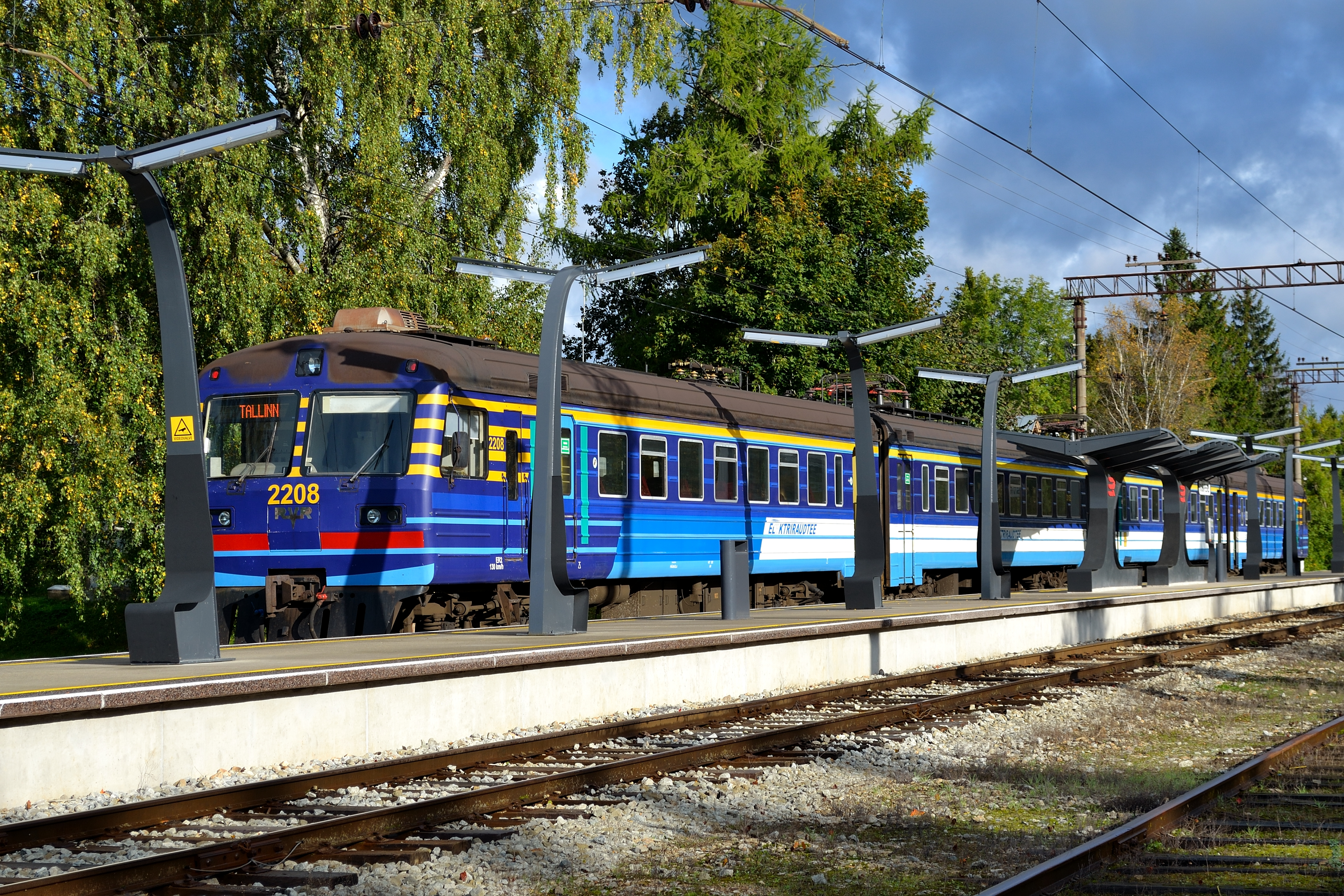
里西佩雷火车站

里西佩雷，是愛沙尼亞哈爾尤縣绍埃市镇内的小鎮，位於該國北部，曾是原尼西市镇的行政中心，分別距離首都塔林45公里和哈普萨卢50公里，2004年人口1,051。